# نایس جواهرا
نایس جواهرا (انگلیسی: Naïs Djouahra؛ زادهٔ ۲۳ نوامبر ۱۹۹۹) بازیکن فوتبال اهل فرانسه است.